# Цикламен перський
Цикламен перський (Cyclamen persicum) — вид рослин роду цикламен.

## Назва
У Європі вперше опублікована у «Paradisus Terrestris» в 1629 році під назвою «подвійний свинячий хліб з Антіохії» (англ. the double sowbread of Antioch). Свинячим хлібом названа через те, що підземні бульбоподібні м'ясисті корені їдять свині. Квітка називається Cyclamen persicum «цикламен перський», хоча в Ірані (теперішня Персія) ця рослина не росте.

## Будова
Невелика рослина з округлими листками, що вкриті білими плямами. Ефектні квіти з 10-12 пелюстками ростуть на високих квітоніжках. Колір пурпуровий. Деякі квітоніжки мають по дві квітки.

## Поширення та середовище існування
Росте у Греції, країнах Левант, Малій Азії та спорадично у Північній Африці. Зустрічається на вапняках у підліску низьких лісів, де опале листя формує багатий на поживні речовини гумус.

## Практичне використання
Кореневище рослини діє на людський організм як проносне.
Вирощується як декоративна рослина з 17 ст. Найпопулярніший з усіх окультурених цикламенів. З того часу виведено багато культурних сортів: із закрученими пелюстками, багатоколірні тощо.

## Джерела

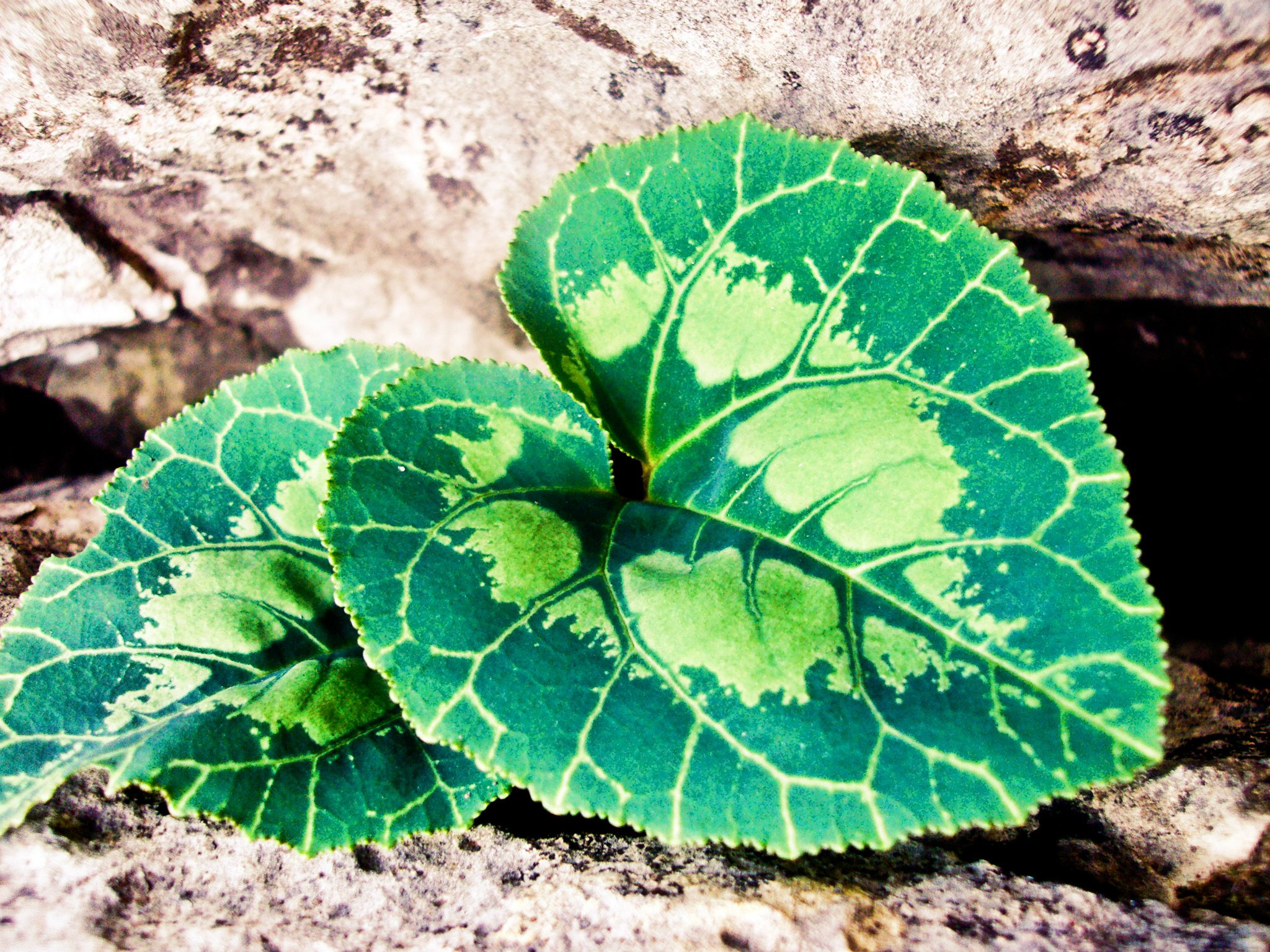
Листя
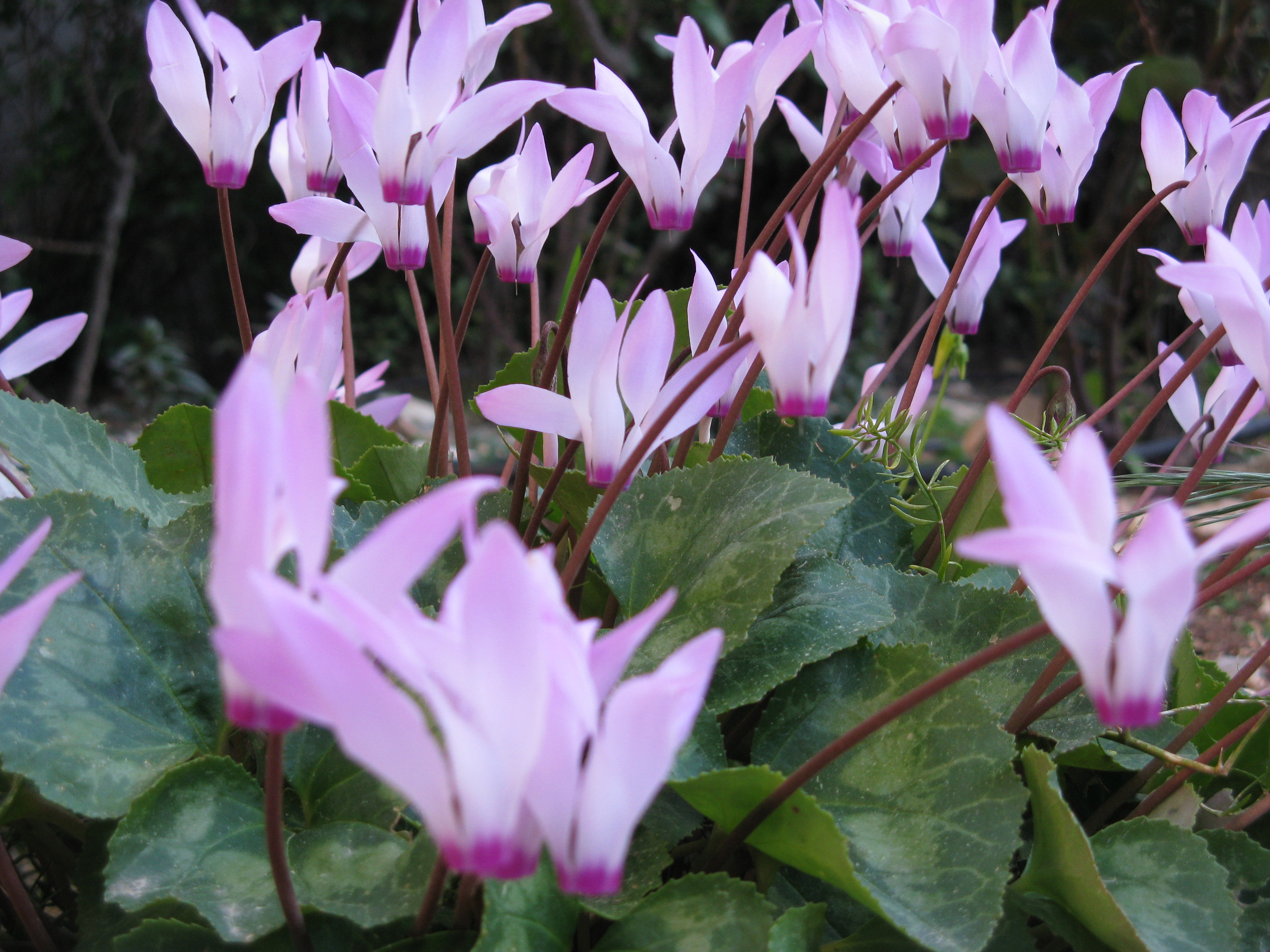
Квіти
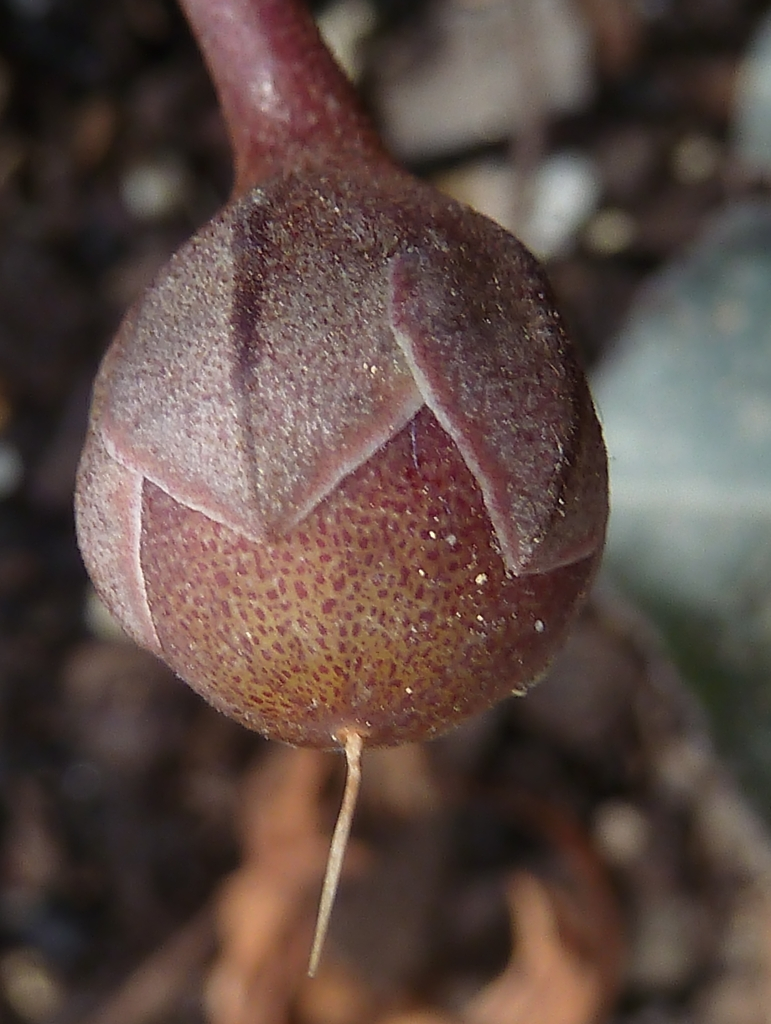
Плід
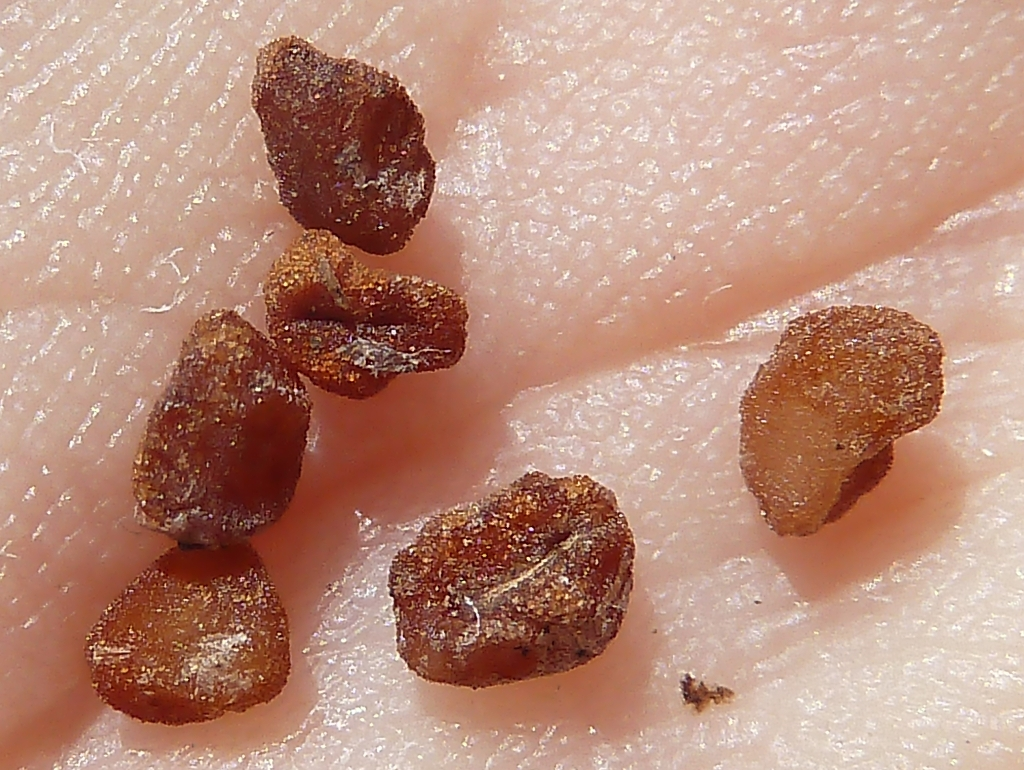
Насіння
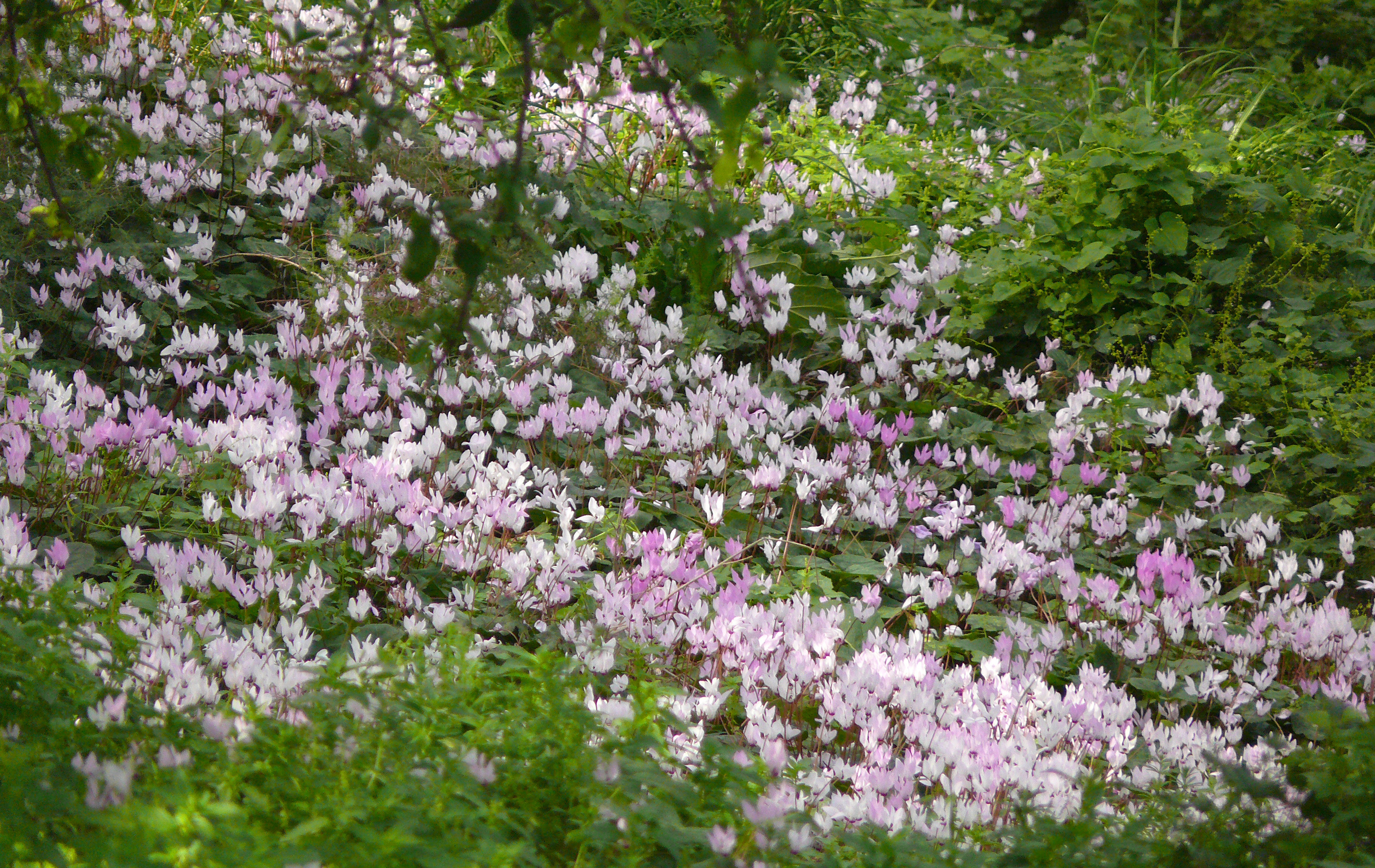
Група квітів

## На марках
Зображений на марці НДР 1966